# Безтурботний (фільм, 1929)
Безтурботний (англ. Devil-May-Care) — американський мюзикл режисера Сідні Франкліна 1929 року.

## У ролях
- Рамон Новарро — Арман де Тревіль
- Дороті Джордан — Леоні де Бофорт
- Меріон Гарріс — графиня Луїза
- Джон Мільян — Люсьєн де Гріньон
- Вільям Хамфрі — Наполеон Бонапарт
- Джордж Девіс — наречений
- Кліффорд Брюс — Гастон

## Пісні
- Shepherd Serenade

- Charming

- If He Cared

- March of the Guard

- Love Ballet